# Slaget vid Boyne
Slaget vid Boyne ägde rum på Irland som en del av det vilhelmska kriget den 1 juli 1690. Vilhelm av Oranien (Vilhelm III av England) och en protestantisk här besegrade den katolske kungen Jakob II av England. Nederlaget var inte förkrossande då förlusterna var tämligen små, men det hade till följd av Jakobs flykt från slagfältet en starkt demoraliserande effekt på jakobiterna.